# 리틀 빅 리그
리틀 빅 리그(영어: Little Big League)는 펜실베이니아주 필라델피아에서 결성한 미국의 록 밴드이다.
리틀 빅 리그는 2011년 10월에 결성되었다. 당시 밴드는 타이니 엔진스와 런 포 커버 레코즈와 계약을 하였으며, 2장의 정규 음반을 발매하였다. 첫 정규 음반인 “These Are Good People”은 2013년에 발매되었으며, 두 번째 정규 음반인 “Tropical Jinx”는 이듬해인 2014년에 발매되었다.
미셸 조너의 어머니가 암을 투병하면서, 조너는 오리건주의 유진으로 자리를 옮겼고, Lo-Fi 장르의 음반 “American Sound”와 “Where Is My Great Big Feeling?”을 재패니즈 브렉퍼스트라는 이름으로 발매하였다. 2016년 4월에는 엘로 K 레코드를 통해 “Psychopomp”를 발매하였다.

## 밴드 멤버
- 미셸 조너 - (보컬, 기타)
- 데빈 크레이그 (베이스)
- 케빈 오할로런 (기타)
- 이언 디크스트라 (드럼)

## 디스코그래피
정규 음반
- These Are Good People (2013)
- Tropical Jinx (2014)

EP
- Little Big League

스플릿
- Little Big League / Ovlov